# Galtara griseotincta
Galtara griseotincta là một loài bướm đêm thuộc phân họ Arctiinae, họ Erebidae.